# 徳留しづか
徳留 しづか（とくとめ しづか、6月26日 - ）は、日本の女性声優。大阪府堺市出身。

## 人物
以前はメディアフォース、スリートゥリーに所属していた。アミューズメントメディア総合学院声優タレント学科卒業。旧名：徳留 志津香（とくとめ しづか）。
趣味は、写真・裁縫。特技はピアノ。
2014年1月に入籍することを発表した。

## 出演作品

### テレビアニメ
- 松本零士「オズマ」（ミスト）

### 劇場アニメ
- Genius Party Beyond

### ゲーム
- ゴーストキャッスル（医者）
- 召喚少女 〜ElementalGirl Calling〜（跡見かなで）
- ハンゲーム「カレカノスキン」※期間限定（カノジョ）

### ドラマCD
- 覚醒のHERMIT（橘明日香）
- 肉食獣のテーブルマナー（女生徒、子供）
- 半分の月がのぼる空（子供）
- 不埒なモンタージュ（女性）

### ボイスオーバー
- FISスノーボード世界選手権2007-スカイA

### ラジオ
- 集まれ昌鹿野編集部（ラジオ関西（2006年4月 - 2007年3月）
- アニたまどっとコムブリッチナビゲーター（ラジオ関西、2006年5月[4]、12月[5]）
- 集まれ昌鹿野編集部 放送開始5周年生放送（電話のみ出演。ラジオ関西、Ustream：2011年3月27日）

### インターネット配信
- 徳留しづかの！くらげっこ倶楽部（ニコニコ生放送 チャンネル94 スリートゥリー我楽多チャンネル、2010年 - 2011年10月27日）
- 徳留しづかの「博士になりたぁーいっ！！」（ニコニコ生放送 チャンネル94 スリートゥリー我楽多チャンネル、2011年11月10日-）

### 舞台
- 新春 新進女優 朗読会 「昭和の恋人たち」（2011年1月29日、シアターKASSAI）
- ヒトリシバイナイト（2012年6月4日・2012年6月5日・2013年6月3日・2013年6月4日、渋谷TAKE OFF 7）

### その他
- 葬儀人 アンダーテイカー※声の出演
- NHKBS プレミアムよるドラマ「お父さんは二度死ぬ」（麻衣子の友達）※声の出演